# Ralph Korngold
Ralph Korngold (* 1882 in Warschau; † 27. Oktober 1964 in Santa Barbara, Kalifornien) war ein in Polen geborener US-amerikanischer Autor und Geschäftsmann. Er wurde vor allem als führender öffentlicher Propagandist der Sozialistischen Partei Amerikas in den 1910er Jahren und als Biograf von Maximilien de Robespierre bekannt.

## Leben
Ralph Korngold wurde 1882 in Warschau in Polen als Sohn eines ethnisch jüdischen Elternteils geboren. Sein Vater war ein Diamantenhändler aus den Niederlanden, seine Mutter stammte aus Polen. Er hatte ein Bruder und zwei Schwestern.
Korngold verbrachte den größten Teil seiner Kindheit Amsterdam. Dort begann er als Autor für die Tageszeitung De Telegraaf zu arbeiten. Sie veröffentlichte Korngolds erstes Werk, als er gerade einmal 17 Jahre alt war. Korngold begann seine literarische Karriere, indem er mit 19 Jahren einen Preis für eine in der Literaturzeitschrift De Twintigst Eeuw veröffentlichte Kurzgeschichte gewann.
Korngold emigrierte 1903 in die Vereinigten Staaten und arbeitete weiterhin als Korrespondent für De Telegraaf.
1908 trat Korngold der Sozialistischen Partei Amerikas bei und zog bald darauf nach Chicago, um Mitarbeiter des Chicago Daily Socialist zu werden.
Korngold wurde 1911 Wanderdozent für den National Lyceum Course der sozialistischen Partei und sprach im Namen der Partei vor Publikum in den Vereinigten Staaten.
1912 heiratete er Janet Fenimore, ein Mitglied der Sozialistischen Partei, mit der er ein Kind hatte, Arnold „Bud“ Dresden.
Korngold wurde 1914 zum Leiter der Literaturabteilung der Sozialistischen Partei ernannt, einer Abteilung, die von der Parteizentrale in Chicago aus geleitet wurde. Er war auch Geschäftsführer der Wochenzeitung der Partei, The American Socialist, seit ihrer Gründung im Jahr 1914.
Korngold verließ die sozialistische Bewegung  kurz nach Beginn des Ersten Weltkriegs. Er trat in die Geschäftswelt ein und wurde Präsident eines erfolgreichen Besteckgeschäfts, das genug Kapital aufbrachte, um seiner Leidenschaft für das Schreiben nachzugehen.
1924 ging die Familie nach Frankreich, wobei Korngold hoffte, ein erfolgreicher Romanautor zu werden, der an der Côte d’Azur lebt, aber seine Frau konnte sich nicht an das Leben in Europa gewöhnen. 1926 trennte sich das Paar als Janet mit Sohn Bud nach Amerika zurückkehrte.
Finanzielle Probleme im Zusammenhang mit der Weltwirtschaftskrise zwangen Korngold 1930, Frankreich zu verlassen und zurück in die Vereinigten Staaten zu gehen, wo er nach Chicago und in die Geschäftswelt zurückkehrte. Er kehrte drei Jahre später wider nach Frankreich zurück und verlagerte seine literarische Arbeit von der Fiktion zum Schreiben einer Biografie von Maximilien de Robespierre.
In Paris lernte Korngold die ungarische Piri Helen Ozer kennen, die er 1936 heiratete. Im selben Jahr veröffentlichte er seine Robespierre-Biographie, Robespierre, the First Modern Dictator.
Der Fall Frankreichs an Nazideutschland im Jahr 1940 zwang Korngold zu einer hastigen Abreise aus Europa. Korngold kehrte in die Vereinigten Staaten zurück und machte eine Karriere in der Wirtschaft, bis ein Herzinfarkt 1946 seinen Ruhestand erzwang.
Nach seinem Rückzug aus dem Handel zogen Korngold und seine Frau nach Santa Barbara in Kalifornien, wo Ralph seine Karriere als Schriftsteller wieder aufnahm. Er veröffentlichte schließlich sieben Werke historischer Biografien, beginnend mit seinem Robespierre-Buch von 1936.
Ralph Korngold starb am 27. Oktober 1964 in einem Krankenhaus von Santa Barbara.
Korngolds Papiere werden von der Newberry Library in Chicago in Illinois aufbewahrt.

## Werke
- Brain Jolters. Milwaukee: Milwaukee Social-Democratic Publishing Co., n. d. [1911].
- Are There Classes in America? Chicago: Socialist Party, 1914.
- Socialist Congressional Campaign Book. With Carl D. Thompson. Chicago: Socialist Party, 1914.
- Plan for the Systematic Distribution of Leaflets. Chicago: Socialist Party, n. d. [c. 1914].
- „Protect Your Rights“ in The Price We Pay : Protect Your Rights. With Irwin St. John Tucker. Chicago: Socialist Party, n. d. [1917].
- „Revolutionary Romanticists: Letter to the Editor of the New York Call,“ New York Call, vol. 12, no. 104 (April 14, 1919), pg. 8.
- Robespierre: First Modern Dictator. London: Macmillan, 1937. —English edition following the French-language edition of 1936.
- Saint-Just. Albert Lehmann, trans. Paris: B. Grasset, 1937. —In French.
- Robespierre and the Fourth Estate. New York: Modern Age Books, 1941.
- Citizen Toussaint. Boston: Little, Brown and Co., 1944.
- Two Friends of Man: The story of William Lloyd Garrison and Wendell Phillips and Their Relationship with Abraham Lincoln. Boston: Little, Brown and Co., 1950.
- Thaddeus Stevens: A Being Darkly Wise and Rudely Great. New York: Harcourt, Brace, 1955.
- The Last Years of Napoleon: His Captivity on St. Helena. New York: Harcourt, Brace, 1959.